# Ronde van Gelderland
Il Ronde van Gelderland è una corsa in linea di ciclismo su strada femminile che si tiene ogni anno in Gheldria, nei Paesi Bassi. Fino al 2016 fece parte del Calendario internazionale femminile UCI come prova di classe 1.2, mentre nel 2017 è stato declassato a gara amatoriale. Nel 2018 non è stato organizzato.

## Albo d'oro
Aggiornato all'edizione 2017.
| Anno | Vincitrice           | Seconda              | Terza             |
| ---- | -------------------- | -------------------- | ----------------- |
| 2003 | Yvonne Brunen        | Leontien Van Moorsel | Vera Koedooder    |
| 2004 | Leontien Van Moorsel | Mirjam Melchers      | Arenda Grimberg   |
| 2005 | Suzanne de Goede     | Tanja Hennes-Schmidt | Kirsten Wild      |
| 2006 | Bertine Spijkerman   | Tanja Hennes-Schmidt | Mirjam Melchers   |
| 2007 | Marianne Vos         | Ina-Yoko Teutenberg  | Loes Markerink    |
| 2008 | Anne Samplonius      | Eva Lutz             | Andrea Bosman     |
| 2009 | Ina-Yoko Teutenberg  | Rochelle Gilmore     | Emma Johansson    |
| 2010 | Kirsten Wild         | Rochelle Gilmore     | Kirsty Broun      |
| 2011 | Ina-Yoko Teutenberg  | Kirsten Wild         | Rochelle Gilmore  |
| 2012 | Suzanne de Goede     | Chantal Blaak        | Megan Guarnier    |
| 2013 | Kirsten Wild         | Giorgia Bronzini     | Chloe Hosking     |
| 2014 | Kirsten Wild         | Jolien D'Hoore       | Melissa Hoskins   |
| 2015 | Kirsten Wild         | Lucy Garner          | Barbara Guarischi |
| 2016 | Katarzyna Niewiadoma | Natalie van Gogh     | Lieselot Decroix  |
| 2017 | Rixt Meijer          | Danique Braam        | Kirsten Peetoom   |
| 2018 | non disputato        | non disputato        | non disputato     |